# کنت نیکولای مونپزات
کنت نیکولای مونپزات (انگلیسی: Count Nikolai of Monpezat)، متولد شده تحت عنوان شاهزاده نیکولای دانمارک (انگلیسی: Prince Nikolai of Denmark؛ زادهٔ ۲۸ اوت ۱۹۹۹)، مانکن و عضوی از خانواده سلطنتی دانمارک است.